# Клевенский, Марк Митрофанович
Марк Митрофанович Клевенский (11 декабря 1909, Тверь, Тверская губерния, Российская империя — 13 июня 1987, Москва, СССР) — советский библиотековед, историк книги и источниковед, инвалид и участник ВОВ.

## Биография
Родился 11 декабря 1909 года в Твери. В 1928 году поступил на историко-философский факультет МГУ, который он окончил в 1930 году. Благодаря быстро освоенной учебной программе, университет он окончил досрочно. В 1930 году устроился на работу в ГБЛ и работал там с несколькими перерывами вплоть до 1977 года, он какое-то время заведовал отделом хранения. В 1941 году во время начала ВОВ он ушёл добровольцем на фронт и 6 июля того же года попал в Народное ополчение. На фронте он занимал должность писаря и телефониста. 16 марта 1942 года он получил тяжёлое ранение на фронте, в результате чего правую руку пришлось ампутировать до локтя. Он был признан инвалидом ВОВ и в связи с этим 9 июля 1943 года он был демобилизован и он вернулся в ГБЛ и проработал там до смерти. В 1962 году защитил докторскую диссертацию по истории ГБЛ.
Скончался 13 июня 1987 года в Москве.

### Личная жизнь
Марк Клевенский женился на Валентине Клевенской, главном библиотекаре научно-методического отдела ГБЛ.

## Память
Имя Марка Клевенского занесено на мемориальную доску РГБ.

## Научные работы
Основные научные работы посвящены истории МПБ и Библиотеки Румянцевского музеума и ГБЛ.
- Внёс огромный вклад в развитие ГБЛ.